# Szürke felhők (Liszt)

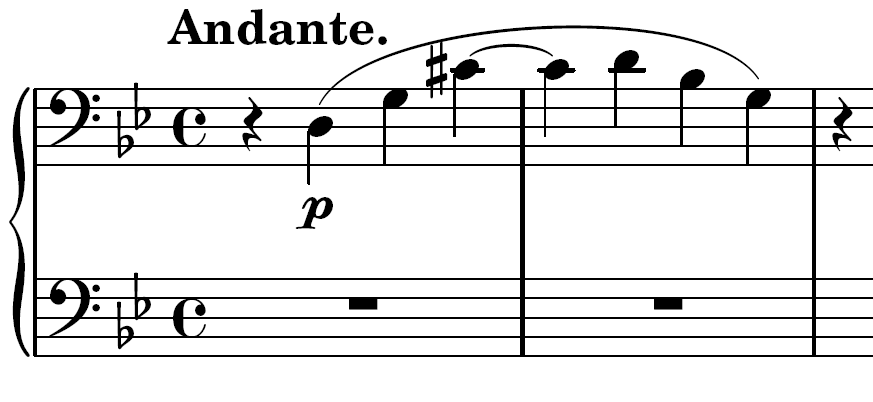
Az első két ütem a darab elején

A Szürke felhők (franciául: Nuages gris, németül: Trübe Wolken) Liszt Ferenc 1881-ben született zongoradarabja, amely nyomtatásban Liszt életében nem jelent meg. Műjegyzékszáma S.199.

## A mű születése
Liszt 1881 nyarán írta ezt a zongoradarabját. Beszédes a címe, amely a szemlélődő Liszt érzéseit fejezi ki, aki öreg korára messze került a csillogó, közönségsikert kereső zongoradaraboktól: egyedül a zene törvényszerűségei határozták meg a kompozícióit. Saját kora nem is értette meg, ezt a darabját sem adták ki az életében, csak 1927-ben jelent meg a lipcsei Breitkopf und Härtel kiadónál, a Liszt összkiadás keretében.

## A zene
Rendkívül modern hangzású és hatású darab (Andantino, 4/4), módszereit és szemléletét tekintve a 20. század stílusbeli sajátosságait viseli magán. Igen rövid, mindössze 48 ütemes kis darab, de annál tömörebb, minden momentumának megvan a maga jelentősége. Nincsenek benne jellegzetes dallamok, Liszt a kromatikus rendszer mind a tizenkét hangját egyenrangúan kezelte, de még a ritmusbéli változatosságról is lemondott. A darabban két részt lehet felismerni, amelyek úgy függenek össze egymással, hogy Liszt az elsőben mintegy felvezeti a megoldásra váró problémákat, a másodikban pedig megoldja őket. Hamburger Klára végkövetkeztetése a darab egészéről következő: „A zenének, az egyes hangoknak ez a koncentrált és következetes szervezése, mint strukturális elv – nagyon is 20. századi eljárás, a 19-ikben még ismeretlen volt. Nem csodálhatjuk, hogy még a bőbeszédűségre amúgy is hajlamos Wagner is egyszerűen zagyvaságnak tekintette.”